# Synagoge Langerwehe
Die Synagoge Langerwehe stand in Langerwehe im Kreis Düren in Nordrhein-Westfalen.

## Geschichte
Bereits vor 1865 bestand in der Hauptstraße 123 ein Betsaal. In diesem Haus wohnte der jüdische Metzger Hermann Eckstein. 1874 wurde hinter dem Haus die Synagoge eingeweiht. In diesem Zeitraum lebten in Langerwehe etwa 50 Juden. Juden leben in Langerwehe bereits seit Mitte des 17. Jahrhunderts.
Da die Gemeinde immer größer wurde, baute man im Garten des Hauses auf einem 239 m² großen Grundstück ein 60 m² großes Gebäude aus Ziegelsteinen. Das Vorderhaus war mit der Synagoge verbunden und von dort aus erreichten die Frauen auch die Empore. Die Männer mussten durch das Vorderhaus gehen. Das kleine Gotteshaus stand auf einem hochrechteckigen Grundriss, der sich nach etwa zwölf Metern in Richtung Osten verjüngte.
Ein kleines Gebäude an der Ostseite und ein Toilettenhäuschen sind erhalten.

„Feiern zum 25-jährigen Bestehen der Synagoge Langerwehe
Am 21. und 22. cr. feierten die Israeliten Langerwehes das 25-jährige Bestehen ihrer s. Zt. unter großen Opfern errichteten Synagoge durch je einen Festgottesdienst am Freitag Abend und Samstag Morgen, woran sich Sonntag, den 23. cr. ein zum Besten der Synagoge durch ein Privatcomitee veranstaltete Festball im de Haas’schen Saale anschloß.
Der Dürener Synagogenchor hatte schon früh durch das freundliche Anerbieten eines völlig unentgeltlichen Mitwirkens zu der Feier sein Interesse für dieselbe bekundet, welchem die Langerweher Gemeinde durch Gewinnung des Herrn Musikdirektors Recke für die Harmoniumbegleitung und des Chordirigenten Herrn Lehrers Friedländer für die Festpredigten, sowie durch eine spontan und darum freudig geübte Gastfreundlichkeit entgegen kam.
So konnte der schon in einer früheren Generation zur vollen Höhe seiner Aufgabe emporgestiegene Dürener Synagogenchor im fremden Gotteshause einer andächtigen und empfänglichen Festgemeinde, welche sich aus der ganzen Gegend zusammengefunden hatte, die Erhabenheit der uralten Synagogengesänge in ihrer meisterhaften modernen Bearbeitung offenbaren. Daneben wurden auch deutsche Choräle - zumal die beiden unmittelbar vor und nach der wohldurchdachten und eindrucksvollen Morgenpredigt des Herr Friedländer - sehr wirkungsvoll zu Gehör gebracht, so dass nicht nur die Hörer, sondern auch die Sänger selbst mit Fug und Recht befriedigt auf die durch sie erst zu harmonischer Rundung gediehene Feier zurückblicken durften, denn „Der Ton, der in der Kehle klingt, ist Lohn, der reichlich lohnet“
Bemerkenswert war auch die vom Herrn Bürgermeister Beckers, dem energischen Förderer und pflichtliebenden Theilnehmer jedweder zu löblichem Zwecke getroffenen Festveranstaltung, an die Versammlung gerichtete Ansprache, in welcher er seiner Befriedigung darüber Ausdruck gab, in den Langerweher Israeliten nicht nur treue Staatsbürger, sondern zum Theil auch tüchtige Mitglieder des Kriegervereins, der Samariterabteilung usw. begreifen zu können, welche mit ihren christlichen Mitbürgern in bestem Einvernehmen lebten. Daß letzteres der Fall, bewies übrigens zu Genüge die sympathische und anteilnehmende Haltung, welche unsere christliche Einwohnerschaft dem Feste gegenüber beobachtete und wofür derselben der herzliche Dank ihrer Jüdischen Mitbürger gebührt.“

In der Reichspogromnacht am 10. November 1938 wurde die Synagoge zerstört. Die Bänke wurden auf der Straße verbrannt und die Kultgegenstände wurden bei der NSDAP-Ortsgruppe abgeliefert. Seit 1999 befindet sich an der Wand des erhaltenen Wohnhauses eine Gedenktafel.